# Yumi Mizuta
Yumi Mizuta (Akashi, 30 novembre 1986) è una pallavolista giapponese.
Gioca nel ruolo di centrale nelle SAGA Springs.

## Carriera
La carriera di Yumi Mizuta inizia a livello scolastico, nella squadra del Liceo Kyushubunka. In seguito gioca per quattro annate nella formazione della University of Tsukuba, prima di iniziare la carriera professionistica nella stagione 2009-10, esordendo in V.Premier League con le Hisamitsu Springs e vincendo subito la Coppa dell'Imperatrice.
Dopo aver perso la finale scudetto del campionato 2011-12, nell'annata successiva disputa la stagione perfetta: vince infatti lo scudetto, la Coppa dell'Imperatrice, il Torneo Kurowashiki ed il V.League Top Match.
Nella stagione 2013-14 vince ancora una volta la Coppa dell'Imperatrice, lo scudetto e il campionato asiatico per club.

## Palmarès

### Club
- Campionato giapponese: 2

2012-13, 2013-14
- Coppa dell'Imperatrice: 3

2009, 2012, 2013
- Torneo Kurowashiki: 1

2013
- / V.League Top Match: 1

2013
- Campionato asiatico per club: 1

2014